# 오르토르린키움속
오르토르린키움속(Orthorrhynchium)은 털깃털이끼목에 속하는 이끼 속의 하나이다. 오르토르린키움과(Orthorrhynchiaceae)의 유일속으로 2종으로 이루어져 있다.

## 하위 종
- Orthorrhynchium balanseanum
- Orthorrhynchium elegans